# Алпысбаев, Али Демегенович
Али Демегенович Алпысбаев (28 апреля 1956; с. Бактыбай, Ескельдинский район, Алматинская область, Казахская ССР) — казахстанский дирижёр, композитор, музыкальный педагог, профессор. Заслуженный деятель Казахстана, член Союза композиторов Казахстана (с 1995). 

## Биография
Родился 28 апреля 1956 года в селе Бактыбай Ескельдинского района Талдыкорганской области.
В 1975 году окончил Шымкентский институт культуры, в 1979 году Алматинскую государственную консерваторию по классу дирижера оркестра.
Трудовую деятельность начал в 1979 году преподавателем в Саранском училище культурного просвещения, где обучал молодежь искусству и дирижировал оркестром народных инструментов.
С 1983 года преподает в музыкальной школе г. Талдыкорган, музыкальном училище им.Куляш Байсеитова и педагогическом институте им.И. Жансугурова на факультете песни и музыки.
С 1995 года дирижер и художественный руководитель оркестра народных инструментов имени М. Тулебаева филармонии имени Суюнбая Алматинской области, а также директор Дворца культуры имени И. Жансугурова в городе Талдыкорган.
В 2016 году избран депутатом Алматинского областного маслихата.

## Творчество
Али Алпысбаев организатор Международного конкурса дирижёров «Алтын таяқша» и вокалистов «Кестелі орамал» имени Мукана Толебаева. Имеет более 50 песен, несколько произведений для сольных музыкальных инструментов. Гастролировал по России, Китаю, Турции, участвовал в 8-м Всемирном фестивале искусств в Польше.
Лауреат государственного гранта Министерства культуры и информации Республики Казахстан по поэме «Елге арнау», многократный лауреат Республиканского конкурса «Елім менің».
В 2015 году принял участие в VI республиканском конкурсе новых произведений искусства «Тәуелсіздік толғауы», где поэма симфонического кюя «Орбулак таңы» завоевала Гран-при конкурса.

## Награды и звания
- Указом Президента РК награждён почетным званием «Заслуженный деятель Казахстана» — за заслуги перед отечественным музыкальным искусством.;
- 2011 — Орден Курмет — за большой вклад в развитие отечественного музыкального искусства.;[2]
- 2023 — Орден Парасат — за большой вклад в развитие отечественного музыкального искусства и активную общественную деятельность.;
- Медаль «Астана» (1998);
- Медаль «10 лет независимости Республики Казахстан» (2001);
- Медаль «10 лет Конституции Республики Казахстан» (2005);
- Почётный профессор Жетысуского государственного университета;
- Почётный гражданин Алматинской области и города Талдыкорган;
- Награждён Благодарностью Президента Республики Казахстан;